# Victoria-Transvaal-Diamant

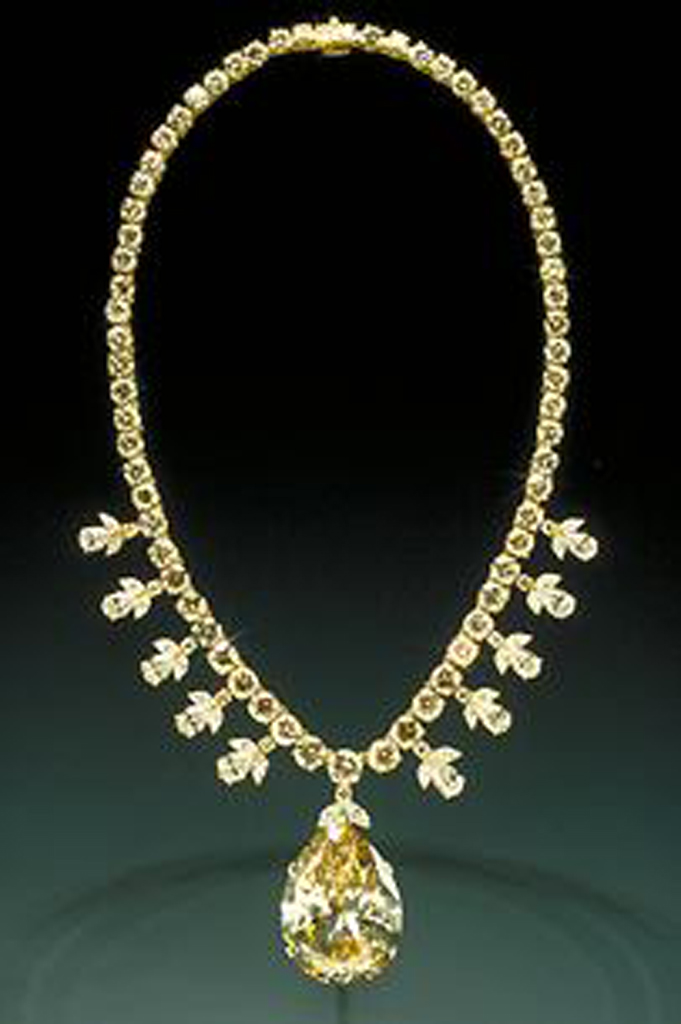
Der Victoria-Transvaal Diamant als Teil eines Colliers

Der Victoria-Transvaal-Diamant (auch Baumgold-Diamant) ist ein champagnerfarbener Diamant mit einem Gewicht von 67,89 Karat, in Form einer Pendeloque.
Als Rohstein hatte der Victoria-Transvaal-Diamant ein Gewicht von 240 Karat und wurde 1951 in der Premier Mine in Transvaal in Südafrika gefunden. Der tropfen- oder auch birnenförmig geschliffene Stein hat 116 Facetten und ist mit weiteren 105 Brillanten Teil eines Colliers, das von der Baumgold Brothers, Inc. entworfen wurde und nach der der Stein auch benannt ist.
Seit 1977 befindet er sich als Spende von Victoria und Leonard Wilkinson im Smithsonian Institution (Katalog-Nr. G7101).